# Vanilla Ninja (álbum)
Vanilla Ninja es el primer álbum debut y álbum de estudio de la banda estonia de rock: Vanilla Ninja. Fue lanzado en mayo de 2003.
El álbum llegó a tener posiciones altas en el país natal del grupo Estonia en la posición No. 1 y también en el continente europeo, principalmente en Suiza, Austria y Alemania que llegó a la posición No. 95 en muchas listas del rock y de la música.
El álbum tuvo éxito gracias al sencillo "Club Kung Fu" que logró estar en el Festival de la Canción de Eurovisión 2003 logrando estar en la posición No. 8 en la final del concurso
El álbum incluye sencillos en idioma inglés y estonio únicamente incluyendo 4 sencillos en el idioma natal del grupo que son "Nagu Rockstaar", "Purunematu", "Klubikuningad" y "Vanad Teksad Ja Kitarr".

## Lista de canciones
Todas las canciones escritas y compuestas por Vanilla Ninja. 
| Vanilla Ninja |                                      |          |  |
| N.º           | Título                               | Duración |  |
| 1.            | «Guitar and Old Blue Jeans»          | 04:02    |  |
| 2.            | «Why?»                               | 03:22    |  |
| 3.            | «Club Kung Fu»                       | 02:42    |  |
| 4.            | «Nagu Rockstaar»                     | 04:10    |  |
| 5.            | «Purunematu»                         | 03:25    |  |
| 6.            | «Inner Radio»                        | 03:00    |  |
| 7.            | «Outcast»                            | 03:59    |  |
| 8.            | «Toxic»                              | 02:23    |  |
| 9.            | «Spit It Out»                        | 04:46    |  |
| 10.           | «Psycho»                             | 03:17    |  |
| 11.           | «Klubikuningad»                      | 02:05    |  |
| 12.           | «Polluter»                           | 03:23    |  |
| 13.           | «Vanad Teksad Ja Kitarr»             | 03:40    |  |
| 14.           | «Sugar and Honey»                    | 03:26    |  |
| 15.           | «Club Kung Fu (Drum 'n' Bass Remix)» | 04:29    |  |
| 52:09         |                                      |          |  |

## Personal
Todos los sencillos y letras fueron compuestos por todos los miembros de Vanilla Ninja durante la formación original del grupo.
- Lenna Kuurmaa - vocal, guitarra
- Piret Järvis - vocal de apoyo, guitarra
- Katrin Siska - vocal de apoyo, teclados
- Maarja Kivi "Marya Roxx" - vocal de apoyo, bajo

### Personal adicional
- Sven Lõhmus - producción
- Eric J.Haas - producción adicional
- Johannes Lõhmus - producción adicional
- Lauri Laagus - producción adicional
- Pelle-Priit Kuusk - producción adicional